# Dias dos Santos
Dias dos Santos é um ciclista e marinheiro de Portugal . Foi o vencedor da Volta a Portugal em 1949 e 1950.

## Carreira desportiva
- 1949, FC Porto, Portugal
- 1952, Associação Portuguesa de Desportos, Brasil

## Palmarés
- 1949, 1950, venceu a Volta a Portugal[2]